# Matthias Maurer
Matthias Josef Maurer  (né le 18 mars 1970 à Saint-Wendel dans la Sarre) est un astronaute allemand de l'Agence spatiale européenne qui a été sélectionné en juillet 2015.

## Biographie

### Jeunesse et formation
Après avoir passé son baccalauréat au lycée Wendalinum (de) de Saint-Wendel en 1989, Matthias Maurer a commencé des études en science et génie des matériaux à l'université de la Sarre à Sarrebruck, en Allemagne, à l'université de Leeds au Royaume-Uni, à l'École européenne d'ingénieurs en génie des matériaux (EEIGM) à Nancy, en France, et à l'Université polytechnique de Catalogne à Barcelone, en Espagne.
En 1996, Matthias Maurer a obtenu un diplôme d'ingénieur en technologie des matériaux à l'EEIGM à Nancy et, en 1998, deux autres diplômes d'ingénieur en science des matériaux et en génie des matériaux à l'Université de la Sarre. En 2006, il a complété ses cours par un master en ingénierie industrielle (MBA) à l'Université par correspondance d'Hagen (de).
En 2004, Matthias Maurer reçoit un doctorat en ingénierie des sciences des matériaux à l'Institut des sciences des matériaux de l'École supérieure polytechnique de Rhénanie-Westphalie (RWTH Aachen).

### Astronaute

#### Sélection
Matthias Maurer a été sélectionné en juillet 2015 par l'Agence spatiale européenne (ESA) lors de la quatrième sélection des astronautes du corps européen des astronautes et a terminé sa formation de base d'astronaute en 2018. Avant de rejoindre le corps européen des astronautes, il a travaillé pour l'Agence spatiale européenne à Cologne en tant que contrôleur de vol Eurocom pour la Station spatiale internationale et sur de futurs projets d'exploration lunaire (Lunar Analogue).

#### Astronaute de l'Agence spatiale européenne
En septembre 2014, Matthias Maurer a participé à la formation CAVES (en) de l'ESA.
En 2016, il a participé à la simulation de la mission sous-marine NEEMO 21 de la NASA et a passé 16 jours sous l'eau pour tester du matériel et des expériences pour la Station spatiale internationale et pour tester les stratégies et les outils de recherche pour des futures missions vers Mars.
Le 14 août 2017, Matthias Maurer, en compagnie de Samantha Cristoforetti, également astronaute de l'ESA, a rejoint seize astronautes chinois dans la ville côtière de Yantai, en Chine, pour suivre pendant neuf jours leur entraînement de survie en cas de retour du vaisseau Shenzhou en mer. Ils sont ainsi les deux premiers non-Chinois à suivre un entrainement avec des Chinois dans l'optique d'un possible vol dans les prochaines années d'un astronaute européen dans un vaisseau chinois.
Entre 2017 et 2019, il continue à participer à des formations géologiques sur le terrain liées à la future exploration de la Lune et, en mars 2018, il a obtenu la certification pour effectuer des sorties extravéhiculaires reliées à la Station spatiale internationale dans la combinaison spatiale américaine EMU.
Le 28 juillet 2020, Matthias Maurer est confirmé comme remplaçant de Thomas Pesquet pour l'expédition 65 et la mission Alpha de l'ISS.

#### Vol vers l'ISS
Son lancement vers l'ISS avec SpaceX Crew-3 est annoncé le 14 décembre 2020.
Le lancement a lieu le 11 novembre 2021. Cela fait de lui le douzième astronaute allemand (de) après Alexander Gerst en 2018. La partie européenne de la mission est appelée Cosmic Kiss (« baiser cosmique »).
Il réalise sa première sortie extravéhiculaire le 23 mars 2022 avec l’Américain Raja Chari pour des travaux de maintenance de la station.
Matthias Maurer est revenu sur Terre le 6 mai 2022.